# Groupement des Industries Françaises Aéronautiques et Spatiales
Os Groupement des Industries Françaises Aéronautiques et Spatiales (GIFAS) é uma associação francesa de indústrias aeroespaciais. Foi fundada em 1908 e tem mais de 260 membros.
O nome original da associação foi Association des Industries de la Locomotion Aérienne e em 1975 foi renomeada para seu nome atual.
O atual presidente da GIFAS é Éric Trappier, CEO da Dassault Aviation.

## Organização
Alguns membros são:
- Airbus
- Astrium
- Dassault Aviation
- Airbus Group
- Airbus Helicopters
- Goodrich Corporation
- Groupe Latécoère
- MBDA
- Ratier
- Safran
- Snecma
- Socata
- Thales Group
- Zodiac Aerospace

## Ligação externa
- (em inglês) (em francês) Pagina principal do GIFAS